# 플라토닉 (2023년 드라마)
《플라토닉》(영어: Platonic)은 애플 TV+에서 2023년 5월부터 방영중인 미국의 코미디 드라마이다.